# ربيعة الرأي
ربيعة بن أبي عبد الرحمن فرّوخ التيمى المدني، المعروف بـ ربيعة الرأي، ( - 136 هـ/ 753 م) تابعي من حفَّاظ الحديث النبوي، وفقيه مجتهد، كان من أصحاب الرأي.(1) قال ابن الماجشون: «ما رأيت أحداً أحفظ للسنة من ربيعة». وكان صاحب الفتوى بالمدينة وبه تفقه مالك بن أنس، وكان أهل الحديث يتقونه لموضع الرأي، توفي بالهاشمية من أرض الأنبار.

## سيرته
ولد ربيعة الرأى في القرن الأول الهجري في المدينة المنورة، وكان من أئمة الاجتهاد، ومن الأجواد، وعُرف بالجود والكرم، حيث أنفق على إخوانه 40 ألف دينار. وكان صاحب الفتوى بالمدينة، وكان يجلس إليه وجوه الناس. كان يحصى في مجلسه أربعون معتمًا. وعنه أخذ مالك بن أنس، قال مالك: «ذهبت حلاوة الفقه منذ مات ربيعة.».
قدم ربيعة الأنبار، ودخل على أمير المؤمنين أبي العباس السفاح، وأمر له بجائزة فأبى أن يقبلها. فأعطاه خمسة آلاف درهم يشتري بها جارية حين أبى أن يقبلها، فأبى أن يقبلها الجائزة أيضًا. وكان أبو العباس يريد أن يوليه القضاء، ولكنه توفي في الأنبار، وقيل بل رجع وتوفي في المدينة سنة 136 هـ.
يُروى أن والده ترك أمه سهيلة وترك عندها ثلاثين ألف دينار وكان في بطنها جنينًا ولم يعلم والده بذلك الجنين، وخرج غازيًا إلى بلاد خراسان، ولبث سبع وعشرين سنة يغزو مع جيوش المسلمين، ثم رجع فروخ إلى المدينة المنورة، ويُروى أنه عندما عاد دخل إلى المسجد النبوي؛ فوجد حلقة علم كبيرة لولده ربيعة الرأي.

## روايته للحديث
- روى عن: أنس بن مالك، والسائب بن يزيد، وسعيد بن المسيب، والحارث بن بلال بن الحارث، ويزيد مولى المنبعث، وحنظلة بن قيس الزرقي، وعطاء بن يسار، والقاسم بن محمد بن أبي بكر، وسليمان بن يسار، وسالم بن عبد الله، وعبد الملك بن سعيد بن سويد الأنصاري، ومحمد بن يحيى بن حبان، وعبد الرحمن الأعرج، وأخرين.[2]

- روى عنه: يحيى بن سعيد الأنصاري، وسليمان التيمي، وسهيل بن أبي صالح، وهم من أقرانه. وإسماعيل بن أمية، والأوزاعي، وشعبة، وعقيل بن خالد، وعمرو بن الحارث، ومالك وعليه تفقه. وسفيان الثوري، وحماد بن سلمة، وفليح بن سليمان، والليث بن سعد، ومسعر، وعمارة بن غزية، ونافع القارئ، وإسماعيل بن جعفر، وأبو بكر بن عياش، وابن المبارك، وسفيان بن عيينة، وأنس بن عياض الليثي، وخلق سواهم.[2]
- منزلته عند أهل الجرح والتعديل: وثقه أحمد بن حنبل، وأبو حاتم، والنسائي، وأحمد بن صالح الجيلي وجماعة، وقال يعقوب بن شيبة: ثقة، ثبت، أحد مفتي المدينة، وقال محمد بن سعد البغدادي: ثقة كثير الحديث، وكانوا يتقونه لموضع الرأي، قال يحيى بن سعيد القطان قال: ما رأيت أحدا أفطن من ربيعة بن أبي عبد الرحمن.[6]

## هوامش
- 1 أصحاب الرأي عند أهل الحديث، هم أصحاب القياس، لأنهم يقولون برأيهم فيما لم يجدوا فيه حديثًا أو أثرًا.